# Луттроп, Отто
Отто Луттроп (1 марта 1939 — 21 ноября 2017) — немецкий футболист и тренер. Он выступал за команду «Мюнхен 1860», которая в 1965 году играла в финале Кубка обладателей кубков против «Вест Хэм Юнайтед». Благодаря своему удару он носил прозвище «Атом-Отто».

## Карьера игрока

### Клубная карьера

#### «Альтенхёгге»
Луттроп начал играть в футбол в молодёжном составе «Альтенхёгге». В маленьком промышленном городке рядом с Хаммом он делал первые шаги в футболе вместе со своим старшим братом Гюнтером. В 1959 году команда заняла второе место в любительской лиге Вестфалии, уступив «Беккуму», а также играла в кубке Западной Германии 1958/59. В первом раунде, в декабре 1958 года команда со счётом 2:1 обыграла «Ботроп», а 9 мая 1959 года клуб встретился с чемпионом Оберлиги Запада, «Вестфалия 04». Чемпион лиги выигрывал в дополнительное время со счётом 5:3. Тренер «Вестфалии» Фриц Лангнер отметил игру 20-летнего Луттропа, в итоге сезон 1959/60 он начал уже в «Вестфалии».

#### «Вестфалия 04»
В своём дебютном сезоне в новом клубе Луттроп столкнулся с более высокими требованиями чемпионата, а также с явно усиленной интенсивностью тренировок Лангера. Тренер выпустил молодого игрока только в десяти играх лиги. В основном Луттроп выходил на позиции левого вингера и забил три мяча. Свою первую игру он провёл 6 сентября 1959 года против «Дуйсбурга», матч завершился безголевой ничьей. «Вестфалия» заняла второе место в Оберлиге и вышла в финальный раунд чемпионата ФРГ. Там Луттроп уже выходил в основе и из семи игр сыграл шесть. Однако команда заняла последнее место в своей группе, выиграв лишь один матч против «Карлсруэ». Несмотря на хороших игроков в составе (Ханс Тильковски, Альфред Пика, Хельмут Бентхаус и Герхард Клемент) в следующие три сезона «Вестфалия» не смогла повторить выход в финальную часть. К своему уходу из клуба в 1963 году Луттроп провёл за четыре сезона 93 матча и забил 24 гола. Поскольку «Вестфалия» не попала в новосозданную Бундеслигу, Луттроп, которым также интересовались «Боруссия Дортмунд» и «Карлсруэ», приняла решение в сезоне 1963/64 перейти в «Мюнхен 1860», который тренировал Макс Меркель.

#### «Мюнхен 1860»
За «львов» Луттроп провёл три очень успешных года. После побед в кубке ФРГ над «Боруссией Дортмунд», «Кайзерслаутерн», «Саарбрюккен» и «Алтона 93» в финале турнира 13 июня 1964 года в Штутгарте команда сыграла против «Айнтрахт Франкфурт». «Мюнхен 1860» выиграл со счётом 2:0 и привёз трофей в столицу Баварии. В сезоне 1963/64 Луттроп сыграл все 30 матчей лиги и забил пять голов.
Во втором сезоне Бундеслиги «львы» поднялись до четвёртого места, Луттроп пропустил только одну игру и повторил свой голевой показатель предыдущего года. В том сезоне команда также участвовала в Кубке обладателей кубков. «Мюнхен» прошёл «Унион Люксембург», «Порту» и «Легию». В полуфинале предстояло сыграть с «Торино». 20 апреля 1965 года в первом матче на выезде немецкая команда проиграла со счётом 2:0, Луттроп поразил собственные ворота на 41-й минуте. Через неделю, 27 апреля, Луттроп отметился двумя голами, немцы отыгрались — 3:1 (3:3 по сумме двух матчей). 5 мая 1965 года на нейтральном поле в Цюрихе «Мюнхен» выиграл со счётом 2:0. На последней минуте матча «Атом-Отто» реализовал пенальти. В финале 19 мая на «Уэмбли» команда Луттропа сыграла против «Вест Хэма», на матч пришли почти 98 тыс. зрителей, англичане выиграли со счётом 2:0.
Луттроп получил выгодное предложение от «Торино», но остался с «Мюнхеном» на третий сезон Бундеслиги, в котором команде удалось выиграть чемпионский титул. Луттроп сыграл в 22 миссиях. В возрасте 27 лет после трёх лет в Бундеслиге он перебрался в «Лугано». За три сезона в «Мюнхене 1860» Луттроп сыграл 81 матч и забил 11 голов в чемпионате, а также 15 матчей и шесть голов в еврокубках.

#### Швейцария
Луттроп провёл семь сезонов в швейцарском «Лугано». Дважды он доходил с командой до финала кубка Швейцарии. В 1968 году он выиграл кубок, сделав свой вклад в победу со счётом 2:1 над «Винтертуром». В своём восьмом сезоне в чемпионате Швейцарии (1973/74) уже в составе «Сьона» ему удалось выиграть свой второй кубок Швейцарии; он также забил гол за «Сьон» в финале. Позже он вернулся в ФРГ, где в сезоне 1974/75 играл за клуб Второй Бундеслиги «Мюльхайм» (21 игра, 2 гола), а затем провёл ещё один год в «Люцерне» (1975/76). Затем последовало второе возвращение на родину, в «Унион Золинген» (23 игры), но окончил свою карьеру Луттроп в Швейцарии в составе «Кьяссо» в сезоне 1977/78. В этом клубе он оставался до 1982 года в качестве тренера.

### Карьера в сборных
В сборной до 23 лет Луттроп с 1961 по 1963 год провёл три матча, все в основном составе. 4 марта 1962 года он играл за сборную Запада в Вуппертале против Берлина. 15 сентября 1964 года тренер Хельмут Шён вызвал Луттропа в основную сборную на спарринговый матч в Аугсбурге против сборной южной Германии. 10 марта 1965 года он сыграл за ФРГ B в Ганновере против Нидерландов, команды разошлись вничью 1:1. Позже он получил вызов на матч первой сборной в Гамбурге против Италии, но только в качестве резервиста, он так и не провёл ни одного официального матча за Бундестим.

## Карьера тренера
После «Кьяссо» Луттроп возглавлял «Цуг» и «Лугано». В сезоне 1986/87 он принял предложение «Саарбрюккена» из Второй Бундеслиги, в мае 1987 года покинул клуб. Затем он вернулся в Швейцарию и в сезоне 1987/88 тренировал «Ольтен» из Национальной лиги B. В сезоне 1988/89 Луттроп руководил «Винтертуром». После этого сезона он ушёл на пенсию и жил в Швейцарии.